# Sporobolus australasicus
Sporobolus australasicus là một loài thực vật có hoa trong họ Hòa thảo. Loài này được Domin miêu tả khoa học đầu tiên năm 1911.

## Hình ảnh

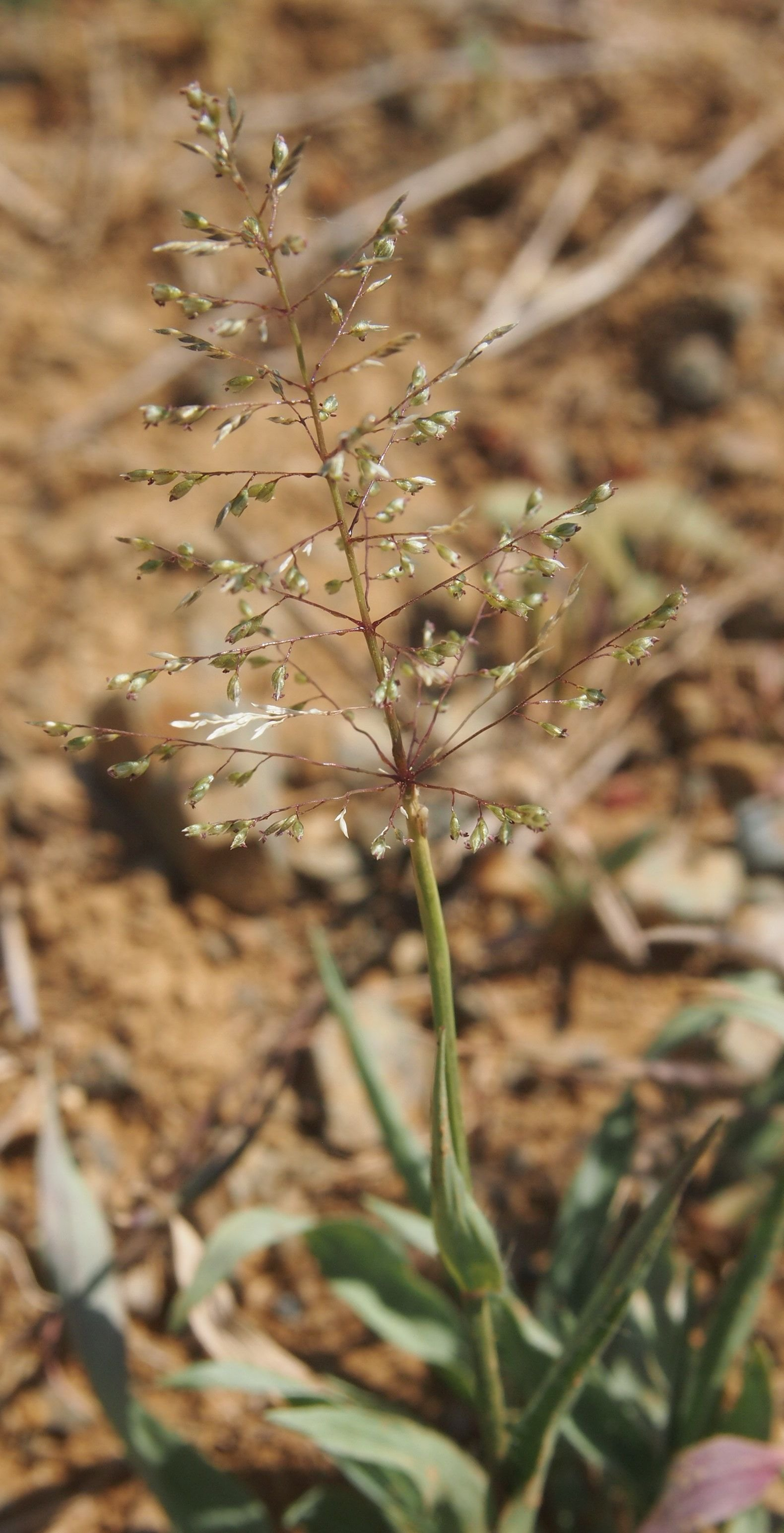
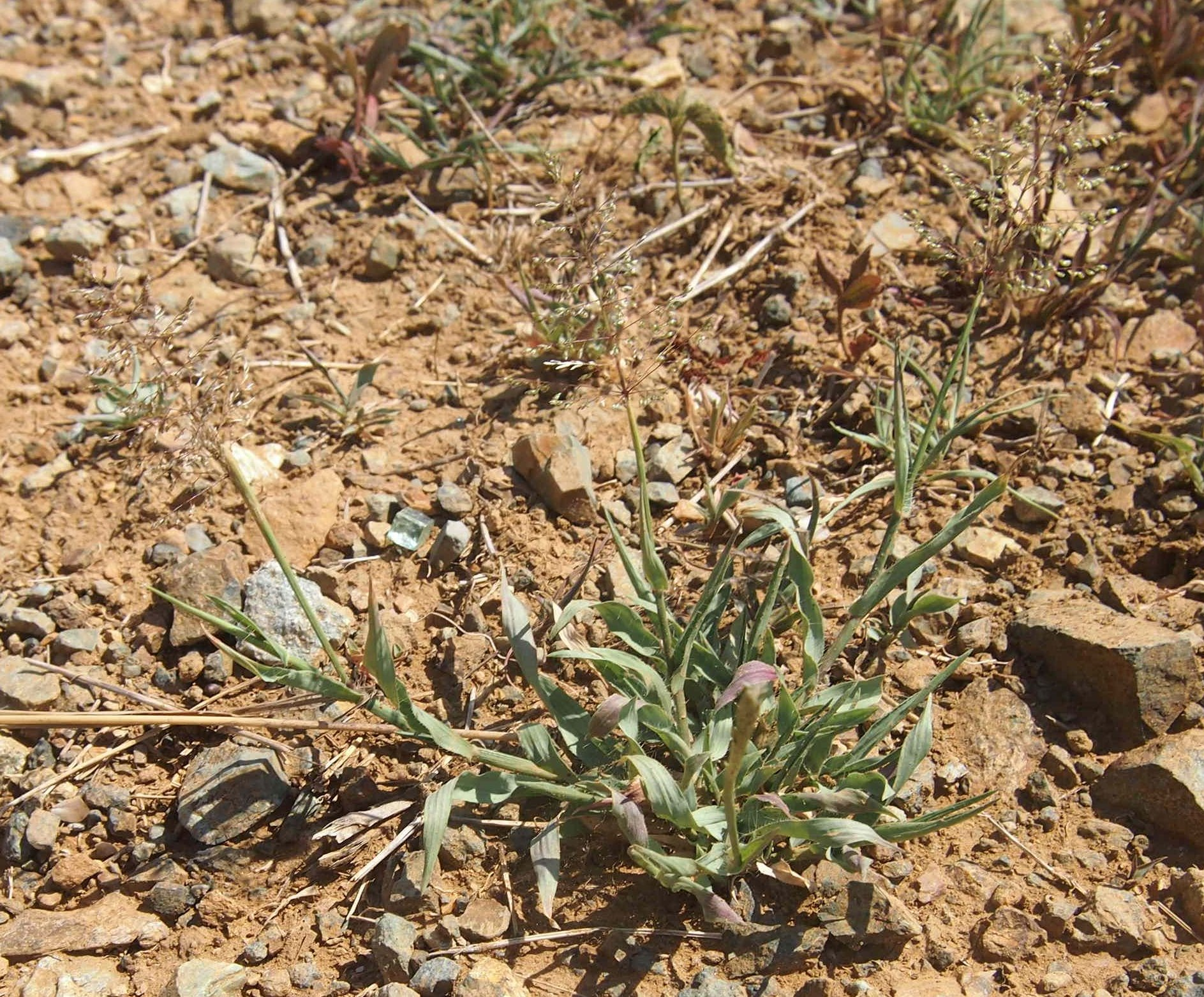